# HD155102
HD155102 — хімічно пекулярна зоря спектрального класу A2, що має видиму зоряну величину в смузі V приблизно  6,3.
Вона  розташована на відстані близько 478,2 світлових років від Сонця.

## Фізичні характеристики
Зоря HD155102 обертається 
порівняно повільно 
навколо своєї осі. Проєкція її екваторіальної швидкості на промінь зору становить  Vsin(i)= 38км/сек.

## Пекулярний хімічний склад
Зоряна атмосфера HD155102 має підвищений вміст 
Si
.